# Глібов Андрій Олександрович
Андрій Олександрович Глібов (народився 8 вересня 1980 у м. Череповець,СРСР) — білоруський хокеїст, захисник.
Виступав за «Сєвєрсталь» (Череповець), ЦСКА (Москва), «Мотор» (Заволжя), «Кедр» (Новоуральськ), «Німан» (Гродно), «Динамо» (Мінськ), «Керамін» (Мінськ), «Німан» (Гродно), Беркут Київ, Крижинка Київ, Гомель, ХК «Ростов».
У складі національної збірної Білорусі провів 15 матчів (4 голи, 4 передачі), учасник чемпіонату світу 2007.
Чемпіон Білорусі (2008), срібний призер (2011).